# Горно Турманли
Горно Турманли (на гръцки: Ανω Ροδωνιά, Ано Родония, до 1926 година Τουρμανλή, Турманли) е село в Егейска Македония, Гърция, в дем Мъглен (Алмопия) в административна област Централна Македония.

## География
Горно Турманли е разположено на 160 m надморска височина в централната част на котловината Мъглен (Моглена), на 4 km западно от демовия център Съботско (Аридеа). Административно селото се води част от Биджова махала (Пиперия).

## История

### В Османската империя
Селото е сравнително ново, основано от турци юруци.
В „Етнография на вилаетите Адрианопол, Монастир и Салоника“, издадена в Константинопол в 1878 година и отразяваща статистиката на населението от 1873 година, Турман (Tourman) е посочено като село във Воденска каза с 27 къщи и 96 жители мюсюлмани.
Според статистиката на Васил Кънчов („Македония. Етнография и статистика“) в 1900 година в Тороминъ Махале живеят 225 турци. Кънчов посочва и селището Джедидъ със 100 жители българи мохамедани. Според Тодор Симовски това селище, което в гръцкото преброявание от 1913 година има 133 жители и по-късно не се споменава, вероятно е една от махалите на Турманли.

### В Гърция
През Балканската война в 1912 година селото е окупирано от гръцки части и остава в Гърция след Междусъюзническата война в 1913 година. Боривое Милоевич пише в 1921 година („Южна Македония“), че Турман-махала има 35 къщи турци.
В 1924 година турското му население се изселва в Турция и на негово място са настанени гърци, бежанци от Турция. В 1926 година е преименувано на Ано Родония. Според преброяването от 1928 година селото е чисто бежанско с 65 бежански семейства и 261 души.
В 1991 година в селото има 85 жители, от които 1 семейство е с местен произход.
Землището на селото се напоява добре и зава високи добиви. Произвеждат се жито, боб, овошки, грозде.
| Година    | 1913 | 1920 | 1928 | 1940 | 1951 | 1961 | 1971 | 1981 | 1991 | 2001 | 2011 | 2021 |
| --------- | ---- | ---- | ---- | ---- | ---- | ---- | ---- | ---- | ---- | ---- | ---- | ---- |
| Население | 338  | 282  | 103  | 827  | 63   | 91   | 60   | 45   | 85   |      |      |      |